# Karlsdorf
Karlsdorf je naselje v Občini Seeboden am Millstätter See v Okraju Špital ob Dravi  na Koroškem v Avstriji.